# Alfred Rehder
Alfred Rehder, född 4 september 1863 i Waldenburg, död 25 juli 1949 i Boston, Massachusetts, var en tysk hortonom och taxonom, verksam vid Arnold Arboretum, tillhörande Harvard University.
Auktorsnamnet Rehder kan användas för Alfred Rehder i samband med ett vetenskapligt namn inom botaniken; se Wikipediaartiklar som länkar till auktorsnamnet.

## Verk
- The Bradley bibliography, a guide to the literature of the woody plants of the world. 1911–1918 doi:10.5962/bhl.title.50453
- med Ernest Henry Wilson: A monograph of azaleas. Rhododendron subgenus Anthodendron. University Press, Cambridge 1921 doi:10.5962/bhl.title.25818, doi:10.5962/bhl.title.51369, doi:10.5962/bhl.title.55595
- Manual of Cultivated Trees and Shrubs, hardy in North America. 1927
- Bibliography of Cultivated Trees and Shrubs hardy in North America. 1949 doi:10.5962/bhl.title.60035
- Plantae Wilsonianae, tillsammans med Ernest Henry Wilson